# Sterphus gamezi
Sterphus gamezi är en tvåvingeart som beskrevs av Thompson 1997. Sterphus gamezi ingår i släktet Sterphus och familjen blomflugor.
Artens utbredningsområde är Costa Rica. Inga underarter finns listade i Catalogue of Life.